# کشتن مرد ایرلندی
کشتن مرد ایرلندی (انگلیسی: Kill the Irishman) یک فیلم در ژانر اکشن، زندگی‌نامه‌ای، و مهیج به کارگردانی جاناتان هنزلی است که در سال ۲۰۱۱ منتشر شد.
این فیلم که توسط هنزلی و جرمی والترز نوشته شده است، بر اساس زندگی گانگستر ایرلندی-آمریکایی دنی گرین است و از کتاب «کشتن ایرلندی: جنگی که مافیا را فلج کرد» نوشته ریک پورلو اقتباس شده است.

## داستان
در سال ۱۹۶۰، دنی گرین و دوستان دوران کودکی اش، بیلی مکامبر و آرت اسنیپرگر، به عنوان کارگر بارانداز در اسکله های کلیولند کار می کنند. قمارهای اسنیپرگر باعث می شود او بدهی سنگینی به جان ناردی، یکی از کاپیتان های مافیای کلیولند، داشته باشد. در ازای بخشیدن بدهی اسنیپرگر، دنی کالاهای دزدیده شده از اسکله ها را به ناردی تحویل می دهد. 
جری مرکه، رئیس فاسد اتحادیه کارگری، از این موضوع باخبر می شود و سهمی از سود دنی را طلب می کند. او جو بوکا، یک تبهکار لهستانی تبار، را برای کشتن دنی می فرستد. دنی با تعریف کردن جوک های لهستانی، بوکا را تحریک به یک دعوای خیابانی می کند و او را بیهوش می کند. سپس مرکه را از دفترش بیرون می اندازد و به عنوان رئیس اتحادیه محلی انتخاب می شود. او شرایط کاری اسکله ها را بهبود می بخشد، در حالی که با ناردی همکاری می کند.
فساد دنی به عنوان رئیس اتحادیه توسط روزنامه های محلی افشا می شود. جو ماندیتسکی، کارآگاه پلیس کلیولند که در کالینوود با دنی بزرگ شده، او را دستگیر می کند. دنی که ورشکسته شده و با زندان روبرو است، با پذیرفتن اتهامات کم اهمیت تر، به عنوان مخبر اف بی آی همکاری می کند. او همسر و دختران ناراضی اش را به کالینوود برمی گرداند و ناردی برایش کاری به عنوان چماقدار شوندر برنز، یک رباخوار یهودی، دست و پا می کند. 
سپس ناردی توافقی با جک لیچاولی، یکی از کاپیتان های مافیا، ترتیب می دهد تا دنی شرکت های جمع آوری زباله شهر را مجبور کند به اتحادیه ای که لیچاولی کنترل می کند، بپیوندند. گروه دنی با ارعاب صاحبان شرکت های زباله، آنها را وادار به عضویت در اتحادیه می کند، اما مایک فراتو، دوست دنی، از این کار سر باز می زند. لیچاولی دستور کشتن فراتو را می دهد، اما دنی به دلیل داشتن ده فرزند، از این کار خودداری می کند. ناردی به او گوشزد می کند که نمی توان از سرپیچی فراتو گذشت.
دنی از اف بی آی می فهمد که اسنیپرگر دوباره به قمار روی آورده و به مخبر پلیس تبدیل شده است. اسنیپرگر مأمور می شود تا یک بمب کنترل از راه دور زیر ماشین فراتو کار بگذارد، اما دنی در حین انجام این کار، بمب را منفجر می کند. فراتو که خشمگین شده، بعداً در یک پارک به سوی دنی شلیک می کند. دنی با یک تیر به سر فراتو، او را می کشد. دنی دستگیر می شود، اما وقتی راننده فراتو به ماندیتسکی می گوید که دنی از روی دفاع از خود اقدام کرده، آزاد می شود. همسر رنج کشیده دنی که دیگر طاقت ندارد، او را ترک می کند و بچه ها را با خود می برد.

## بازیگران
- ری استیونسون
- کریستوفر واکن
- وال کیلمر
- وینسنت دن آفریو
- لیندا کاردلیانی
- تونی دارو
- رابرت داوی
- فیونولا فلانگان
- باب گانتون
- وینی جونز
- تونی لو بیانکو
- لورا رمزی
- استیو اسکیریپا
- پل سوروینو
- مایک استار
- جیسون باتلر هارنر
- جف چاس
- کودی کریستین

## تولید
فیلمبرداری
در ۱۹ مه ۲۰۰۹، فیلمبرداری اصلی آغاز شد. این پروژه در مدت هفت هفته و عمدتاً در اطراف دیترویت فیلمبرداری شد. انتخاب این مکان تا حدی به این دلیل بود که شهر دیترویت اعتبارات مالیاتی ارائه می‌داد که کلیولند از تطابق با آن خودداری می‌کرد. بر اساس گزارش سال ۲۰۰۹ دفتر فیلم میشیگان، فیلم "کشتن مرد ایرلندی" حدود ۳ میلیون دلار کمک‌های مالی دریافت کرده بود.
سیاست بازپرداخت مالیاتی میشیگان تا ۴۲ درصد از هزینه‌های فیلمسازان را پوشش می‌داد، در حالی که اوهایو تنها ۲۵ تا ۳۵ درصد یارانه ارائه می‌کرد. این بدان معنا بود که اگر تولیدکنندگان همان مبلغ را در کلیولند هزینه می‌کردند، بین ۵۰۰ هزار تا ۱٫۲۵ میلیون دلار کمک مالی کمتری دریافت می‌کردند.
از سوی دیگر، استیونسون اظهار داشت که آنها مایل بودند در کلیولند فیلمبرداری کنند، اما این شهر "خود را زیباتر کرده و تغییر یافته بود"، در حالی که به نظر او دیترویت "هنوز در وضعیت نامناسبی به سر می‌برد".
در جریان فیلمبرداری، یک وانت متعلق به گروه تولید مورد اصابت هفت گلوله قرار گرفت. در حادثه‌ای دیگر، هنگام ترک صحنه توسط بازیگران و گروه فیلمبرداری، یک عابر در بیرون از سوپرمارکت مورد اصابت گلوله در گردن قرار گرفت. آمبولانس ۳۵ تا ۴۵ دقیقه طول کشید تا برسد و به همین میزان برای رسیدن پلیس منتظر ماند، چرا که تکنسین‌های اورژانس از انتقال مصدوم به بیمارستان بدون اسکورت پلیس خودداری می‌کردند. به گفته استیونسون، این احتمال وجود داشت که اعضای باندهای رقیب به تیم پزشکی به دلیل تلاش برای نجات جان مصدوم شلیک کنند.